# Hyperlophus
Hyperlophus is een geslacht van  straalvinnige vissen uit de familie van de haringen (Clupeidae).

## Soorten
- Hyperlophus translucidus McCulloch, 1917
- Hyperlophus vittatus Castelnau, 1875